# Glyptometra levigata
Glyptometra levigata is een haarster uit de familie Charitometridae.
De wetenschappelijke naam van de soort werd in 1909 gepubliceerd door Austin Hobart Clark.